# Планина Херцел (площад)
Площадът „Планина Херцел“ е централният церемониален площад в националния гробищен парк Планина Херцел в Ерусалим.
Намира се на най-високото място на хълма Херцел, в центъра на националното гробище. Използва се за тържествено откриване на ежегодния празник на Деня на независимостта на Израел. На северната страна на площада е гробът на Теодор Херцел – създателя на съвременната политическа доктрина на ционизма.
На 18 април 2012 г. по време на репетициите за тържествено откриване на ежегодния празника пада електрически стълб на площада. Той убива войник и ранява 7 други. Загиналият войник е погребан в близкото военното гробище.